# Förvärvstillstånd
Förvärvstillstånd är i Sverige ett myndighetsmedgivande som lämnas av länsstyrelsen att få behålla ett förvärv av jordbruksfastighet enligt jordförvärvslagen (1979:230).
Jordförvärvslagen har två huvudsyften:
- Att gynna sysselsättningen och boendet i glesbygder.
- Att behålla balansen i markinnehav mellan enskilda personer och juridiska personer när det gäller lantbruksegendomar.

Förvärvstillstånd skall sökas inom tre månader från det förvärvet skedde.
Görs inte ansökan om förvärvstillstånd eller vägras förvärvstillstånd, är förvärvet ogiltigt.
För juridiska personer krävs alltid förvärvstillstånd i glesbygd. Utanför glesbygd krävs tillstånd om en juridisk person köper av en enskild person.
För enskilda personer krävs inte tillstånd utanför glesbygd. Inom glesbygd behövs tillstånd om det inte är släktförvärv, eller om man inte varit bosatt i glesbygdsområde i den kommun där egendomen ligger i minst ett år.
Med glesbygd avses enligt 1 § jordförvärvslagen "stora sammanhängande områden med gles bebyggelse och långa avstånd till sysselsättning eller service och skärgårdsområde, om det är av regionalpolitisk betydelse att sysselsättning eller bosättning inom områdena främjas".